# 사모님
《사모님》은 한국에서 제작된 최훈 감독의 1959년 영화이다. 박노식 등이 주연으로 출연하였고 정진모 등이 제작에 참여하였다.

## 출연

### 주연
- 박노식
- 이경희
- 김승호
- 윤왕국

## 기타
- 조명: 함완섭
- 녹음: 손인호
- 미술: 임명선